# Super 530
Die Matra Super 530 ist eine Mittelstrecken-Luft-Luft-Rakete der französischen Luftwaffe und stellt eine verbesserte Version der R.530 dar.
Die Rakete wird in den Versionen Super 530F und Super 530D gefertigt. Die F-Version der Super 530 wurde 1979 bei der französischen Luftwaffe eingeführt, während die D-Version ab 1988 in die Bewaffnung aufgenommen wurde.
Der Körper der Super 530D besteht aus Edelstahl und ist länger als der der F-Version, um einen verbesserten Suchkopf sowie einen stärkeren Feststoff-Raketenmotor aufzunehmen. Die Rakete verfügt über ein digitales Elektroniksystem, was ihre ECCM-Fähigkeit verbessert.   
Die Super 530 wird momentan durch die von MBDA entwickelte und im Aufbau ähnliche MICA ersetzt.

## Einsatzgeschichte
Am 15. Juli 2019 wurde eine Super 530 F während eines Polizeieinsatzes auf dem Flugplatz Voghera in der Provinz Pavia in Italien gefunden und beschlagnahmt. Das Behältnis der Rakete ließ Rückschlüsse auf einen ursprünglichen Verkauf an die Streitkräfte Katars zu. Das Herstellungsdatum war Oktober 1980.

## Einsatzstaaten
- Ägypten 80 Super 530F
- Ecuador 70 Super 530F
- Frankreich
- Griechenland 175 Super 530D
- Indien 200 Super 530D
- Irak 200 Super 530F
- Jordanien 75 Super 530F
- Kuwait 115 Super 530F
- Vereinigte Arabische Emirate 50 Super 530F und 75 Super 530D